# 尤島

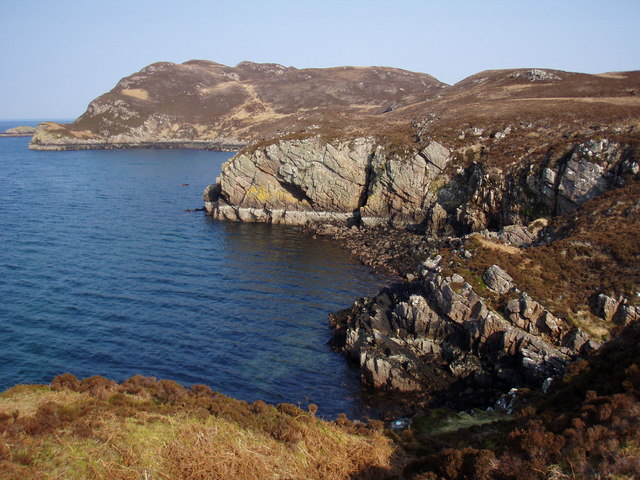

尤島是蘇格蘭的島嶼，位於大西洋海域，屬於內赫布里底群島的一部分，長3.6公里、寬1.1公里，面積3.09平方公里，最高點海拔高度72米，2001年人口僅12人。
57°50′04″N 5°36′53″W / 57.83444°N 5.61482°W